# Joshua Mees
 (août 2025).
Joshua Mees, né le 15 avril 1996 à Lebach, est un footballeur allemand qui évolue au poste d'attaquant au Holstein Kiel.

## Biographie

### En club
Formé au TSG Hoffenheim, il y remporte notamment le championnat national des moins de 19 ans en 2014. Il est sous contrat professionnel à partir de 2015, date où il est prêté au SC Fribourg.
Figurant à plusieurs reprises sur les feuilles de matchs avec Fribourg, c'est néanmoins plus tard, avec le SSV Jahn Ratisbonne, puis surtout l'Union Berlin à partir de 2018, qu'il s’affirme comme joueur professionnel.
Le 11 mars 2018, il est l'auteur avec le Jahn Ratisbonne de son premier doublé en 2. Bundesliga, lors de la réception du SV Sandhausen (victoire 2-1). La saison suivante, avec l'Union Berlin, il inscrit un second doublé dans ce même championnat, le 11 novembre, lors de la réception du SpVgg Greuther Fürth (victoire 4-0).
Après une première saison à Berlin où il joue un rôle important dans la montée de son club dans l'élite allemande, il passe une grande partie de la saison 2019-20 blessé, ne faisant son retour sur les terrains que lors de la reprise qui suit la fin du confinement lié à la pandémie de Covid-19.

### En sélection
International allemand avec les moins de 20 ans, il reçoit deux sélections en 2014, contre l'Italie et la Pologne.

## Palmarès
| TSG Hoffenheim - Bundesliga Junior A (de) - Champion : 2014 | 1. FC Union Berlin - 2. Bundesliga - 3e place : 2019 |